# Harald Krassnitzer

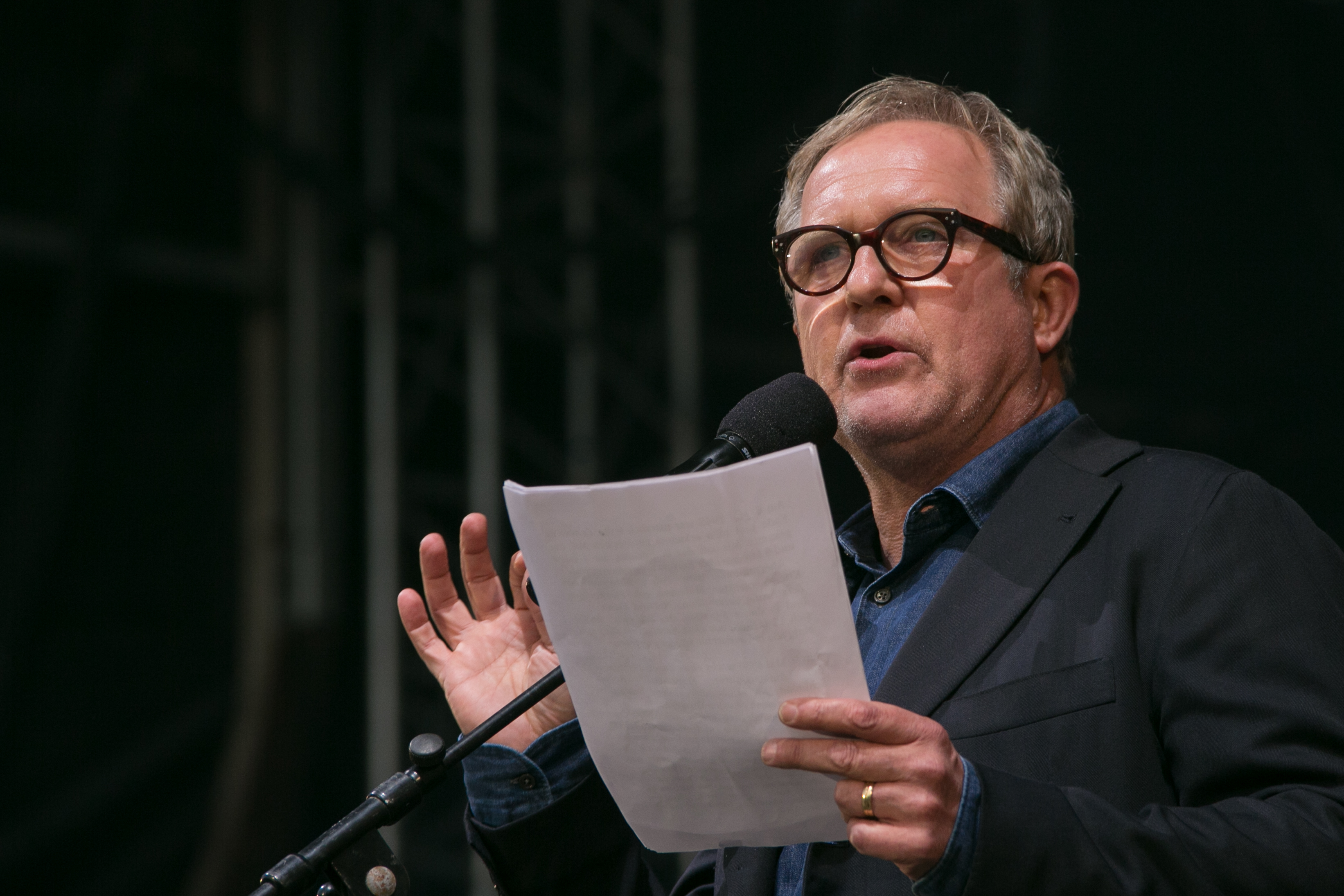
Harald Krassnitzer bei Voices for Refugees in Wien (2015)

Harald „Harry“ Krassnitzer (* 10. September 1960 in Grödig bei Salzburg) ist ein österreichischer Schauspieler und Moderator. Bekannt wurde er durch die Titelrolle des Dr. Justus Hallstein in der für Sat.1 produzierten Fernsehserie Der Bergdoktor und die Rolle des Tatort-Polizisten Moritz Eisner, die er seit 1999 verkörpert.

## Leben

### Künstlerische Laufbahn

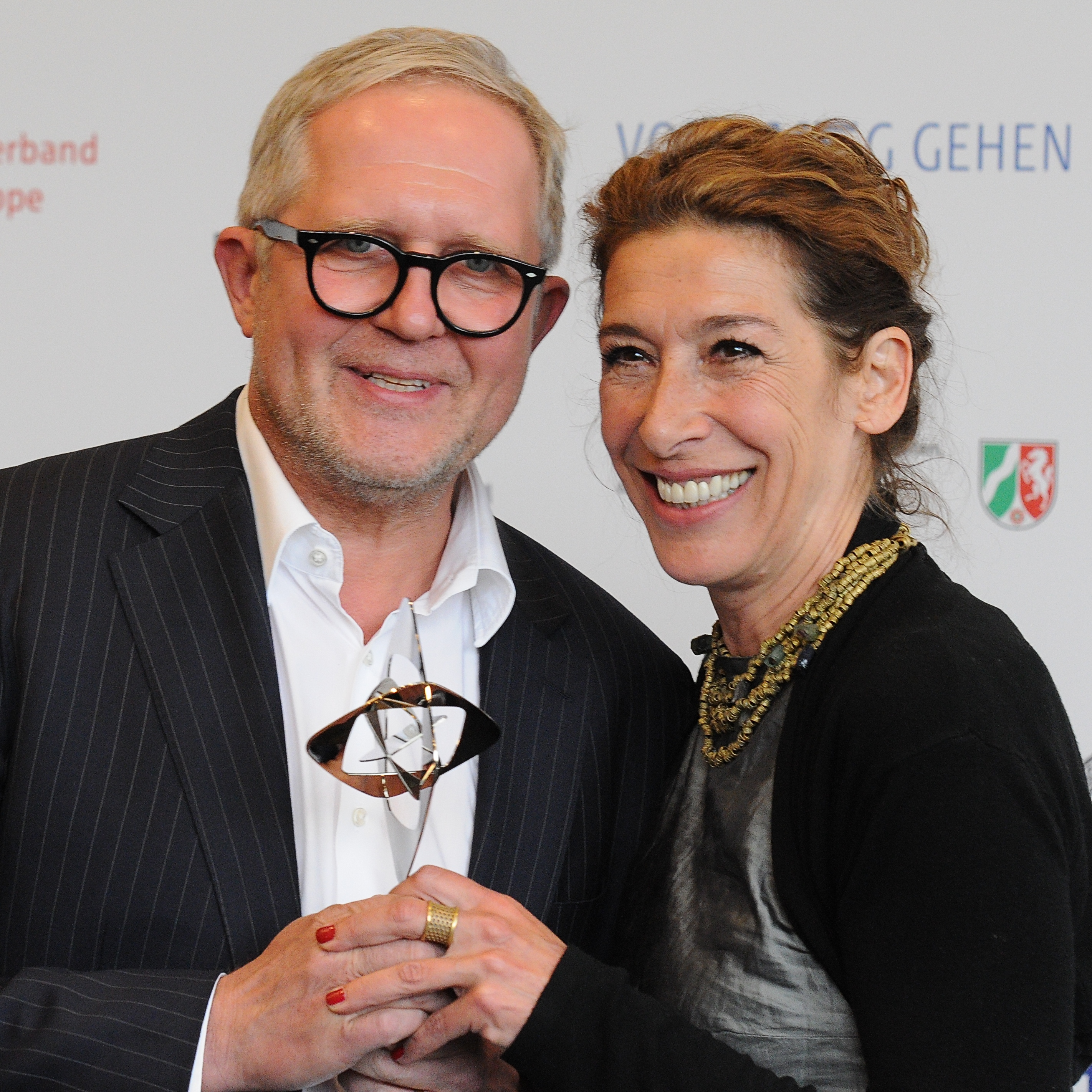
Harald Krassnitzer mit Adele Neuhauser bei der Grimme-Preisverleihung 2014

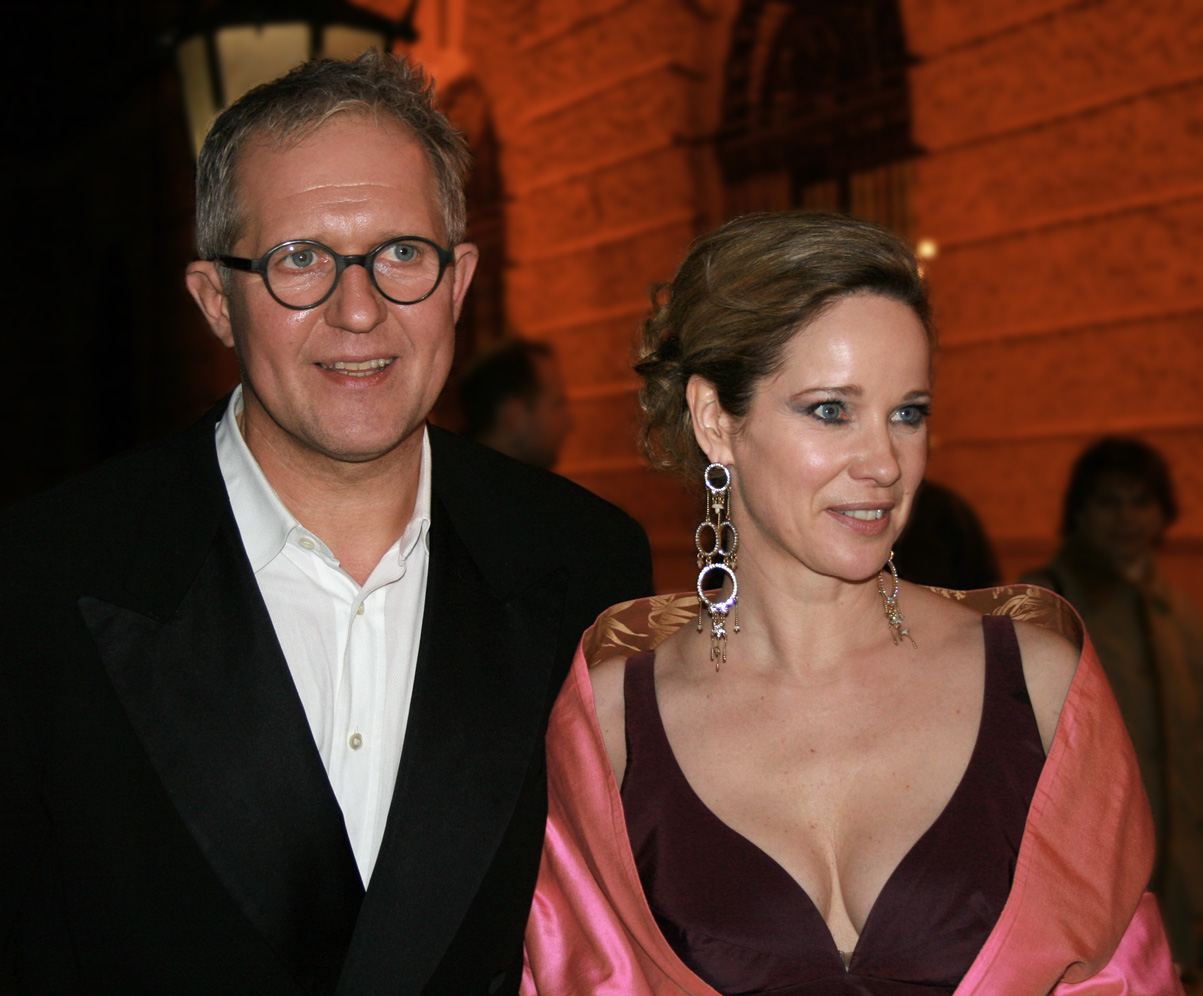
Ann-Kathrin Kramer und Harald Krassnitzer (Romyverleihung 2008 in Wien)

Harald Krassnitzer wuchs in Grödig im Salzburger Land auf. Sein Vater war Schlosser, seine Mutter arbeitete in einer Süßwarenfabrik. Im Alter von zehn Jahren hatte er in einem Hirtenspiel seinen ersten Bühnenauftritt.
Nach der Matura absolvierte Krassnitzer neben einer Lehre zum Speditionskaufmann seine Schauspielausbildung an der Elisabethbühne in Salzburg, wo er von 1984 bis 1988 engagiert war. Danach spielte er zwei Jahre lang am Schauspielhaus Graz. Für jeweils ein Jahr hatte er am Wiener Volkstheater und am Saarländischen Staatstheater in Saarbrücken ein Engagement. Er wirkte in Bühnenstücken wie in Henrik Ibsens Peer Gynt, Heiner Müllers Die Hamletmaschine, Sophokles’ König Ödipus, Johann Wolfgang von Goethes Faust I und Faust II oder Friedrich Schillers Die Räuber mit.
1993 gab Krassnitzer sein Fernsehdebüt in der Fernsehserie Die Oase, in der er die Rolle des Dieter Krause übernahm. 1996 übernahm er dann seine erste feste Serienrolle in der Arztserie Der Bergdoktor, wo er den Dr. Justus Hallstein verkörperte. In Miguel Alexandres Filmdrama Der Pakt – Wenn Kinder töten (1996) gab er in der Rolle des Familienvaters Dieter Koll, der seinen 15-jährigen Sohn Nikolas (Daniel Brühl) sexuell missbraucht, sein Filmdebüt. 1998 war er in dem Sat.1-Thriller Hurenmord – Ein Priester schweigt erstmals an der Seite von Ann-Kathrin Kramer, die seine Filmschwester spielte, in der Titelrolle des Priesters Thomas Fauser zu sehen, der aufgrund seines Beichtgeheimnis zulassen muss, dass ein Falscher für einen Mord hinter Gittern sitzt. Seit 1999 ist er in der Tatort-Reihe als Sonderermittler und Oberstleutnant Moritz Eisner für den ORF im Einsatz, teils allein, teils mit wechselnden Kollegen. In den Jahren 2000 und 2008 bekam er die Romy als „Beliebtester Seriendarsteller“ verliehen. Seit seinem 24. Fall arbeitet er mit der von Adele Neuhauser dargestellten Bibi Fellner zusammen. 2014 bekamen sie für ihre in der Folge Angezählt gezeigte schauspielerische Leistung den Grimme-Preis verliehen.
2001 spielte er in dem ARD-Fernsehfilm Allein unter Männern den Reitstall-Besitzer Bernhard Bausch, in den sich die junge Tierärztin Dr. Tana Fechner (Ann-Kathrin Kramer) verliebt. In Jo Baiers deutsch-österreichischen Fernsehfilm Stauffenberg (2004) spielte er den deutschen General der Nachrichtentruppe und Widerstandskämpfer des 20. Juli 1944 Erich Fellgiebel. Von 2005 bis 2009 agierte er in der österreichischen Fernsehserie Der Winzerkönig in der Hauptrolle des aus Rust stammenden Weinbauerssohn Thomas Stickler, der das Gut seines verstorbenen Vaters übernehmen muss und bis zur Firmenverlegung als Produktionschef bei einer Frankfurter High-Tech-Firma tätig war. Ende Dezember 2008 war er in dem ZDF-Kriminalfilm Marie Brand und der Charme des Bösen in der Rolle des skrupellosen Anwalts Dr. Ulf Tilmann zu sehen. Dieter Wedel besetzte ihn für seinen Zweiteiler Gier in der Rolle des Hajo Novak. In dem dreizehnten Film der Filmreihe Das Traumhotel, Chiang Mai (2010), übernahm er als Holger Rückert, der nach einem Tauchgang im thailändischen Chiang Mai von seiner Frau Susanne (Ann-Kathrin Kramer) vermisst wird, eine Episodenhauptrolle. In dem österreichisch-deutschen Fernsehfilm Der Wettbewerb (2012) war er als Ölmanager Hubert Fischbach ein weiteres Mal an der Seite seiner Frau zu sehen. 2013 übernahm er in der dreizehnteiligen österreichischen Familienserie Paul Kemp – Alles kein Problem die Rolle des titelgebenden Mediator. In Lars Beckers Kriminalfilm Meine fremde Frau verkörperte er an der Seite von Ursula Strauss den Staatsanwalt Bruno Hofer. 2016 war im österreichischen Landkrimi in den zwei Folgen Drachenjungfrau (als Bürgermeister Erlinger) und Höhenstraße (Cameo als Moritz Eisner) zu sehen. Von 2016 bis 2017 war er gemeinsam mit Ann-Kathrin Kramer in der von der ARD neu eingeführten Filmreihe Eltern allein zu Haus als Ehepaar Schröder zu sehen. In dem ARD-Fernsehfilm Hochzeit in Rom (2017) war er als Vater des aus Köln stammenden Architekten Max Hauser zu sehen, der sich in die attraktive Kellnerin Bianca D’Arcadia aus Rom verliebt hat. Im Februar 2019 war er neben Michael Gwisdek, Jennifer Ulrich und Tino Mewes in der ARD-Tragikomödie Familie Wöhler auf Mallorca als Metzger Klaus Wöhler, dessen Vater ihn, seine Tochter und seinen Sohn zu einer gemeinsamen Wanderung in die Serra de Tramuntana einlädt, zu sehen.
Ende Januar 2020 wurde bekannt, dass Krassnitzer im Winterspecial der mit Hans Sigl im Jahr 2008 neu aufgelegten Serie Der Bergdoktor als Rupert Althammer für einen Cameoauftritt vor der Kamera steht. Im April 2020 sah man ihn in der Folge Kleine Fälle der ZDF-Comedyserie Über Land als Richter Hans Bachleitner. Im April 2025 wurde bekanntgegeben, dass das Ermittlerduo Moritz Eisner und Bibi Fellner Ende 2026 aufhören werde.
Er ist Mitinhaber des Unternehmens Blinklicht, einer Produktionsfirma für Mobiles Fernsehen, die er in Wien mit zwei Jugendfreunden gründete.
Krassnitzer betätigt sich auch als Moderator. In der Licht-ins-Dunkel-Gala 1998 agierte er neben Peter Rapp als Co-Moderator. Im Sommer 1999 präsentierte Krassnitzer mit der Filmreihe Wunderland eine persönliche Liebeserklärung an Österreich, in der er seine Lieblingsmusik und seine Lieblingsgegenden vorstellte. Seit 2014 moderiert er gemeinsam mit Sonja Weissensteiner die ORF-Vorweihnachtssendung Zauberhafte Weihnacht im Land der Stillen Nacht.

### Engagement
Krassnitzer zeigt gemeinsam mit seiner Ehefrau Ann-Kathrin Kramer ehrenamtliches Engagement für den Verein Dunkelziffer, der sich für sexuell missbrauchte Kinder einsetzt. Darüber hinaus engagiert er sich für das Hilfswerk Austria International und für die Opferschutzorganisation Weißer Ring. Für den sozialen Verein war er 2016 im Rahmen einer Kampagne gemeinsam mit anderen Tatort-Darstellern auf Plakaten und in Interviews zu sehen.
Harald Krassnitzer ist Sozialdemokrat und unterstützt regelmäßig Kampagnen der SPÖ.

### Privates
Seit dem Jahr 1999 ist er mit der deutschen Schauspielerin Ann-Kathrin Kramer, die er bei den Dreharbeiten von Hurenmord – Ein Priester schweigt kennenlernte, zusammen. Am 7. Juli 2009 heiratete das Paar nach zehn Jahren Beziehung auf einem Schiff auf der Donau in der Wachau. Sie leben gemeinsam in Wuppertal und in Krassnitzers Wahlheimat Mieming in Tirol.
Laut eigener Aussagen war Krassnitzer in seinen „wilden Jahren“ Fallschirmspringer, Autorennfahrer und machte auch einen Bungeesprung.

## Filmografie (Auswahl)
- 1993: Die Oase (Fernsehserie)
- 1996: Der Pakt – Wenn Kinder töten
- 1997: Stockinger – Spuren in den Tod
- 1997: Der Bergdoktor (Fernsehserie)
- 1997: Die Superbullen
- 1998: Hurenmord – Ein Priester schweigt
- 1999: Rosamunde Pilcher – Der lange Weg zum Glück
- 1999–2000: Kanadische Träume – Eine Familie wandert aus (3-teilige Miniserie: 1. Der Aufbruch, 2. Das neue Leben, 3. Umwege der Liebe)
- Seit 1999: Tatort des ORF (Fernsehreihe) als Moritz Eisner, einzelne Folgen siehe Moritz Eisner
- 2001: Allein unter Männern
- 2003: Ausgeliefert
- 2003: Amundsen der Pinguin
- 2003: MA 2412 – Die Staatsdiener
- 2003: Aus Liebe zu Tom
- 2003: Gefährliche Gefühle
- 2003: Das Traumschiff – Sambia und die Viktoriafälle
- 2004: Der Ferienarzt… auf Korfu
- 2004: Das Blut der Templer
- 2004: Weißblaue Wintergeschichten
- 2004: Stauffenberg
- 2005–2008: Mutig in die neuen Zeiten (Fernsehreihe)
  - 2005:  Im Reich der Reblaus
  - 2006: Nur keine Wellen
  - 2008:  Alles anders
- 2005: Vollgas – Gebremst wird später
- 2005: Margarete Steiff
- 2005–2009: Der Winzerkönig (Fernsehserie)

- 2006: Feine Dame
- 2008: Unter Strom
- 2008: Marie Brand und der Charme des Bösen
- 2008: Der Bär ist los! Die Geschichte von Bruno
- 2009: Mein Mann, seine Geliebte und ich (Fernsehfilm)
- 2009: Das Traumschiff – Papua-Neuguinea
- 2010: Das Traumhotel – Chiang Mai
- 2010: Gier
- 2010: Das Mädchen auf dem Meeresgrund
- 2011: Am Kreuzweg
- 2011: Aschenputtel
- 2011: Der Wettbewerb
- 2012: Trau niemals deiner Frau
- 2013: Paul Kemp – Alles kein Problem (13-teilige Fernsehserie)[17]
- 2014: Elly Beinhorn – Alleinflug (Fernsehfilm)
- 2014: Blutsschwestern (ORF) / Die Tote in der Berghütte (ZDF)
- 2014: Fluss des Lebens – Wiedersehen an der Donau (Fernsehfilm)
- 2014: Katie Fforde: Geschenkte Jahre (Fernsehfilm)
- 2015: Meine fremde Frau
- 2016: Wenn es Liebe ist (Fernsehfilm)
- 2016: Landkrimi – Drachenjungfrau
- 2016: Landkrimi – Höhenstraße (Cameo als Moritz Eisner)
- 2017: Eltern allein zu Haus (Trilogie)
  - 2017: Die Schröders (Film 1)
  - 2017: Die Winters (Film 2)
  - 2017: Frau Busche (Film 3)
- 2017: Die Toten vom Bodensee – Die Braut
- 2017: Hochzeit in Rom
- 2018: St. Josef am Berg
- 2018: Die Schattenfreundin (Fernsehfilm)
- 2019: Meiberger – Im Kopf des Täters (Fernsehserie)
- 2019: Familie Wöhler auf Mallorca (Fernsehfilm)
- 2020: Über Land – Kleine Fälle
- 2020: Unter Freunden stirbt man nicht (Miniserie, 2 Episoden)
- 2021: Tödliche Gier (Fernsehfilm)
- 2021: Ein Sommer in Südtirol (Fernsehreihe)
- 2021: Kroymann (Satiresendung, 1 Folge)
- 2021: Der Bergdoktor (Fernsehserie, Winterspecial)
- 2022: Taktik
- 2022: Tage, die es nicht gab (Fernsehserie)
- 2022: Der Taunuskrimi: Muttertag (Filmreihe)
- 2023: Ostfrieslandkrimis: Ostfriesenmoor (Filmreihe)
- 2024: Familie Anders: Die rosarote Brille (Fernsehreihe)
- 2024: Aus dem Leben (Fernsehfilm)
- 2024: Engel mit beschränkter Haftung (Fernsehfilm)
- 2024: Tatort: Schau mich an als Gastkommissar
- 2025: Wie man normal ist und die Merkwürdigkeiten der anderen Welt (How to Be Normal and the Oddness of the Other World)
- 2025: Alpentod – Ein Bergland-Krimi: Alte Wunden (Fernsehreihe)

## Theaterstücke (Auswahl)
- Prinz in „Yvonne, Prinzessin von Burgund“ von Withold Gombrowicz, 1987
- Jojo in „Das Gauklermärchen“ von Michael Ende, 1987, Elisabethbühne
- Peer Gynt in „Peer Gynt“ von Henrik Ibsen
- König Johann in „König Johann“ von Friedrich Dürrenmatt
- Hamlet in „Hamletmaschine“ von Heiner Müller
- Ödipus in „König Ödipus“ und „Ödipus auf Kolonos“ von Sophokles
- Xerxes in „Die Perser“ von Volker Braun nach Aischylos
- Karl Moor in „Die Räuber“ von Friedrich Schiller
- Faust in „Faust I und II“ von Johann Wolfgang von Goethe
- Primislaus in „Libussa“ von Franz Grillparzer
- Truffaldino in „Diener zweier Herren“ von Carlo Goldoni
- Fernando in „Stella“ von Johann Wolfgang von Goethe

## Hörspiele
- 2014: Werner Fritsch: Aller Seelen – Regie: Werner Fritsch (Hörspiel – ORF/HR)

## Publikationen
- Raunächte: Wunderbares für eine besondere Zeit. Residenz-Verlag, Salzburg 2019, ISBN 978-3-7017-1725-5.

## Auszeichnungen
- 2000: Romy – Beliebtester Serienstar
- 2008: Romy – Beliebtester Seriendarsteller
- 2014: Grimme-Preis für Tatort: Angezählt
- 2025: Nominierung Deutscher Schauspielpreis in der Kategorie Duo zusammen mit seiner Ehefrau Ann-Kathrin Kramer für Aus dem Leben[18]